# 泰爾泰爾
泰爾泰爾（亞塞拜然語： (聆听)ⓘ）是阿塞拜疆的城鎮，也是泰爾泰爾區的首府，位於該國中部，距離首都巴庫332公里，2010年人口19,419，居民主要信奉伊斯蘭教。

## 外部連結
- World Gazetteer: Azerbaijan （页面存档备份，存于） – World-Gazetteer.com